# شهرستان الکساندروفسک-ساخالینسکی
شهرستان الکساندروفسک-ساخالینسکی (به لاتین: Alexandrovsk-Sakhalinsky District) یک شهرستان در روسیه است که در استان ساخالین واقع شده‌است.